# Губернаторский дворец (Казань)
Губернаторский дворец (тат. Губернатор сарае) — историческое здание в Казани, на территории Казанского кремля, резиденция главы (раиса) Республики Татарстан. Построен в середине XIX века по проекту К. А. Тона. Объект культурного наследия федерального значения.
Бывшая резиденция казанских губернаторов составляет единый ансамбль с построенной одновременно Дворцовой церковью и проездной башней оберкомендантского дома, построенной, вероятно, первым казанским губернатором П. М. Апраксиным.

## История
На месте, где был возведён губернаторский дворец, в древности находился дворец казанских ханов, а в XVIII веке — дом обер-коменданта. Здание строилось как «дом военного губернатора с помещениями для императорских квартир». Проект дворца, утверждённый императором Николаем I в 1843 году, принадлежит петербургскому архитектору К. А. Тону, автору Большого Кремлёвского дворца и храма Христа Спасителя. На месте постройкой руководил военный губернатор С. П. Шипов, главным строителем он назначил инженера Мальте, которому помогал архитектор А. И. Песке. Известно, что Шипов хотел развернуть фасад к Казанке, но это не было одобрено императором. Отделкой интерьеров руководил М. П. Коринфский.
В XX веке в здании размещались органы власти Татарской АССР: Президиум Верховного Совета и Совет Министров ТАССР. В настоящее время дворец стал официальной резиденцией главы Республики Татарстан. В конце 1990-х вокруг дворца сооружена ограда. Здание было дважды отреставрировано, в 1970-х годах и около 2000 года.

## Архитектура
Стиль двухэтажного здания с антресольным и подвальным этажами — так называемый русско-византийский с элементами псевдоренессанса. Центр композиции главного фасада — ризалит, который выделен спаренными полуколоннами второго этажа и увенчан фронтоном из трёх арок. Входы в здание — два крыльца с арочными дверными проёмами, оформленные ордерными колоннами. И на первом, и на втором этажах арочные оконные проёмы разделены ордерными пилястрами. Позади основного объёма здания — полукруглая одноэтажная циркумференция, ограничивающая двор. Сбоку имеется проезд во внутренний двор. В оформлении здания есть черты ренессанса (руст на первом этаже, сдвоенные пилястры), барокко (антаблемент над пучками колонн на главном ризалите, форма фронтонов над крыльцами), древнерусского стиля (гирьки над окнами второго этажа, замыкающие спаренные арочные проёмы и фигурные опоры бокового перехода, который вёл в Дворцовую церковь). Верхушка ризалита повторяет форму закомар расположенного на другой стороне двора Благовещенского собора.